# Johan Olof Wallin

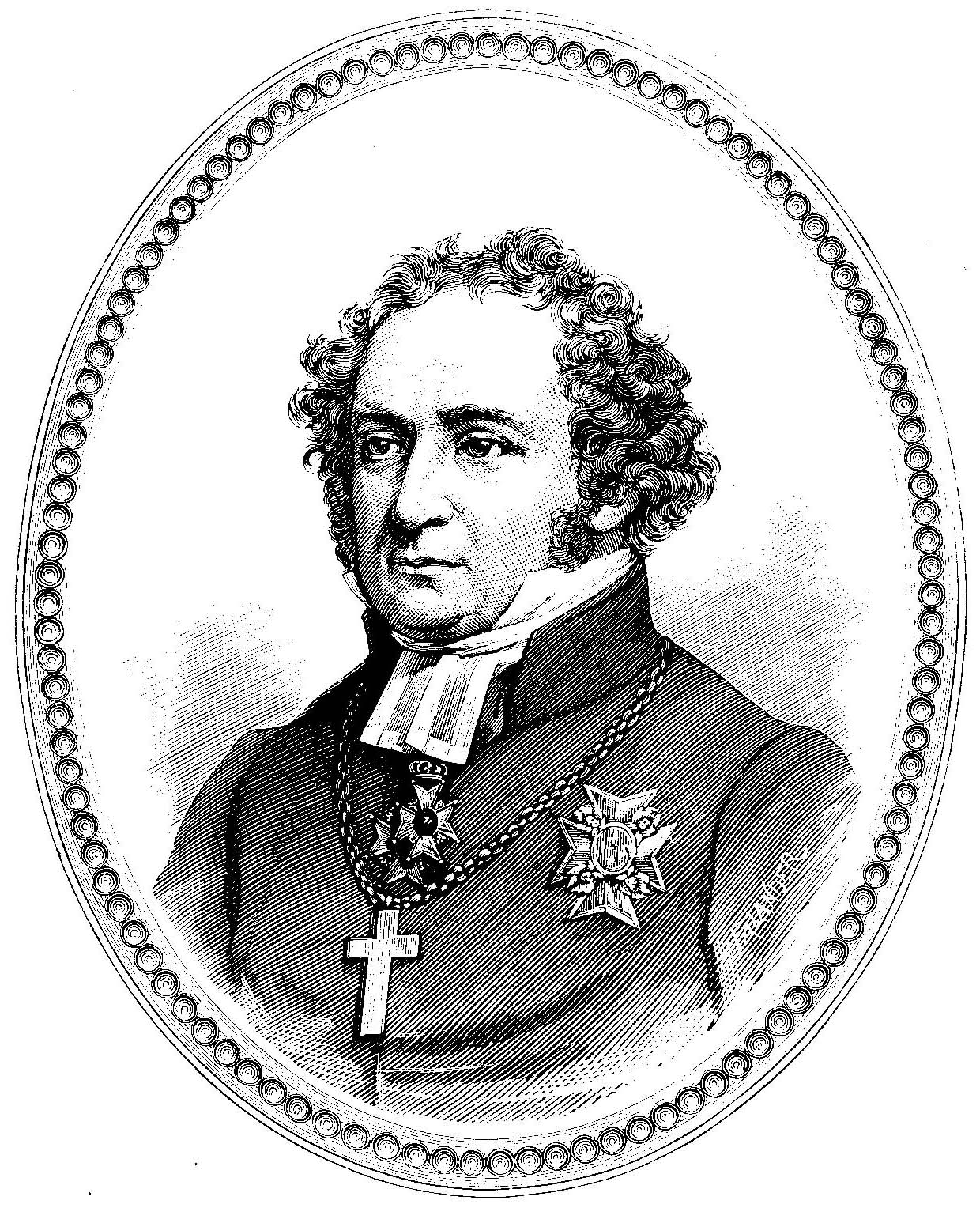
Johan Olof Wallin

Johan Olof Wallin (* 15. Oktober 1779 in Stora Tuna, Dalarna (heute zur Kommune Borlänge); † 30. Juni 1839 in Uppsala) war ein schwedischer Dichter und lutherischer Geistlicher (zuletzt Erzbischof von Uppsala).

## Leben
Wallin studierte ab 1799 Evangelische Theologie an der Universität Uppsala. 1803 wurde er zum Dr. phil. promoviert und 1806 ordiniert. Im gleichen Jahr wurde er Adjunkt an der Kadettenschule auf Schloss Karlberg, wo er 1809 zum Schlossprediger und Lektor befördert wurde. Gleichzeitig wurde er Pfarrer in Solna und promovierte zum Dr. theol. 1812 erhielt er die Pfarrstelle an der Adolf-Friedrich-Kirche in Stockholm. 1816 wurde er Dompropst in Västerås, kehrte aber schon 1818 nach Stockholm zurück, wo er Hauptpastor an der Nikolaikirche ("Storkyrkan") wurde. Zusätzlich berief ihn König Karl XIV. Johann1824 zum geschäftsführenden Ordensbischof und ab 1825 bis 1837 zum hauptamtlichen Ordensbischof, und schließlich 1830 zum Oberhofprediger. In Stockholm gründete Wallin 1831 die Wallinska skolan, eine der ersten höheren Mädchenschulen in Schweden.
1837 wurde er zum Erzbischof von Uppsala ernannt und amtierte bis zu seinem Tod als höchster Würdenträger der Schwedischen Kirche.

## Werk und Bedeutung
Wallins theologische Bedeutung bleibt weit hinter der als Dichter zurück. Schon während des Studiums veröffentlichte Wallin seine ersten Gedichte. Ab 1803 wurde er für seine Übersetzungen (u. a. von Horaz und Vergil) und Dichtungen mehrfach von der Svenska Akademien ausgezeichnet. 1810 wurde er selbst in die Schwedische Akademie aufgenommen (Stuhl 1), 1818 in die Königlich Schwedische Musikakademie, 1826 als Ehrenmitglied in die Kungliga Vitterhets Historie och Antikvitets Akademien und 1827 in die Königlich Schwedische Akademie der Wissenschaften. Anfangs um klassische Formensprache bemüht, ließ er sich zunehmend von der Romantik beeinflussen. Unter seinen weltlichen Gedichten zählt der kurz vor seinem Tod fertiggestellte Dödens Ängel (Todesengel) als das bedeutendste.
Die größte Bedeutung hatte Wallin jedoch als Kirchenlieddichter. 1811 wurde er in das Komitee berufen, das eine Revision des seit 1695 in offiziellem Gebrauch stehenden Gesangbuchs vornehmen sollte. Als das Komitee 1814 seinen Entwurf vorlegte, war Wallin damit nicht zufrieden. Er legte einen eigenen Entwurf vor, der mit geringen Modifikationen von König Karl XIII. gebilligt wurde und von 1819 bis 1937 das offizielle Gesangbuch der schwedischen Kirche war. Das Gesangbuch wurde allgemein „Wallinsches Gesangbuch“ genannt, denn von den 500 Liedern hatte er 128 selbst gedichtet, 23 übersetzt und 178 bearbeitet. Das aktuelle schwedische Gesangbuch von 1986 enthält noch 76 Kirchenlieder Wallins.
Wallin war auch als Prediger sehr beliebt. Nachdem er 1816 bei der ersten Versammlung der schwedischen Bibelgesellschaft ein Plädoyer für die Mission (Christentum) gehalten hatte, war er 1835 an der Gründung der ersten Missionsgesellschaft in Schweden beteiligt.

## Ehrungen
1837 wurde Wallin mit dem Seraphinenorden ausgezeichnet. In Stockholm und verschiedenen anderen Städten Schwedens sind Straßen nach Wallin benannt.

## Schriften (Auswahl)
- Psalmer. 1809, 1811
- Ode till h.k.h. kronprinsen, 1813
- Skandinavisk sång. 1814
- Förslag till svensk psalmbok. 1816
- Vitterhets-försök. 1821
- Predigten und Reden bei feierlichen Gelegenheiten. Berlin 1835
- Auswahl aus des Erzbischofs [Johan Olof] Wallin Predigten. Lüneburg 1843
- Samlade vitterhetsarbeten. Del 1 – 2. 1847–1848
- Dödens engel. Religiöst poem. Stockholm 1849 (Deutsch: Der Engel des Todes; verdeutscht von D. W. Dunckel. Gothenburg 1841; Der Todesengel, ein Lebenslied … Im Versmass des Originals ins Deutsche übersetzt von W. Straten. 1947). Neuausgabe. Illustrerad av  Carl Larsson. 1880